# Deiregyne
Deiregyne là một chi thực vật có hoa trong họ Orchidaceae.